# اچ‌ام‌اس اطلس (۱۷۸۲)
اچ‌ام‌اس اطلس (۱۷۸۲) (به انگلیسی: HMS Atlas (1782)) یک کشتی بود که طول آن ۱۷۷ فوت ۶ اینچ (۵۴٫۱۰ متر) بود. این کشتی در سال ۱۷۸۲ ساخته شد.